# Microsaccus javensis
Microsaccus javensis är en orkidéart som beskrevs av Carl Ludwig von Blume. Microsaccus javensis ingår i släktet Microsaccus och familjen orkidéer. Inga underarter finns listade i Catalogue of Life.